# Turdina tacada
La turdina tacada (Arcanator orostruthus) és una espècie d'ocell de la família dels modulatrícids (Modulatricidae) i única espècie del gènere Arcanator. Habita el sotabosc, localment a les muntanyes de l'est de Tanzània i nord de Moçambic.